# 熊本県道162号相良人吉線
熊本県道162号相良人吉線（くまもとけんどう162ごう さがらひとよしせん）は、熊本県球磨郡相良村から人吉市に至る一般県道である。

## 概要
球磨郡相良村大字四浦西 - 球磨郡山江村大字山田の間が未開通となっている。

### 路線データ
- 起点：熊本県球磨郡相良村大字四浦東（国道445号交点）
- 終点：熊本県人吉市鬼木町（熊本県道54号人吉インター線交点）

## 歴史
- 1993年（平成5年）5月11日 - 建設省から、県道相良人吉線の一部を人吉インター線として主要地方道に指定される[1]。

## 地理

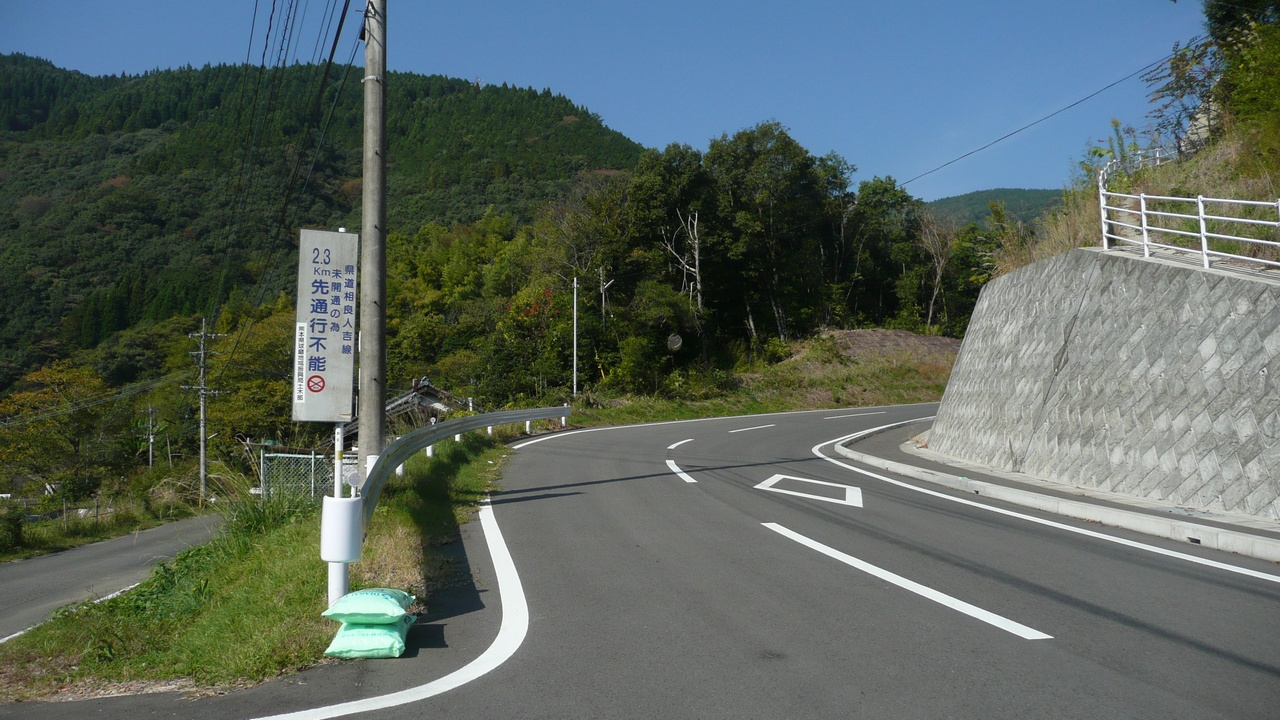
相良村側

### 通過する自治体
- 球磨郡相良村
- 球磨郡山江村
- 人吉市

### 交差する道路
| 交差する道路               | 市町村名 | 市町村名 | 交差する場所 | 交差する場所 |
| -------------------------- | -------- | -------- | ------------ | ------------ |
| 国道445号                  | 球磨郡   | 相良村   | 大字四浦東   | 起点         |
| 熊本県道54号人吉インター線 | 人吉市   | 人吉市   | 鬼木町       | 終点         |

### 沿線
- 山江村役場
- 山江村立山江中学校
- 山江村立山田小学校
- E3 九州自動車道 19 人吉IC